# L'Association
L'Association és una editorial francesa de còmics fundada al maig del 1990 per Jean-Christophe Menu, Lewis Trondheim, David B., Mattt Konture, Patrice Killoffer, Stanislas i Mokeït qui se'n va anar poc després.
Aquesta editorial lidera el nou corrent de còmics dels anys noranta i guarda encara el seu estatus associatiu del principi. Ha contribuït a divulgar autors com Marjane Satrapi o Joann Sfar. D'aquest últim, cal destacar que molts il·lustradors i dissenyadors provinents de l'Association han col·laborat en la seva obra Donjon.
L'Association ha creat tres revistes: Lapin, l'Oubapo i finalment L'Éprouvette, una revista de crítica i teoria del còmic. També ha editat l'obra Comix 2000
Recolzant-se en les experiències més entusiastes de les dècades passades (edicions de l'Square o Futuropolis), revistes A SUIVRE i Charlie Hebdo i ha refusat limitar-se al fanzine, l'Association ha sabut imposar en uns quants anys una forma d'editar el còmic diferent: autors al poder, pràctiques de distribució originals abandonades després per pressions de l'FNAC, un negre i blanc exigent (i sinònim de manca de diners), formats molt diversos, etc.
En un assaig seu Plates-Bandes 2005 Jean-Christophe Menu revisa aquests anys d'innovació i evoca les pors al futur: l'èxict d'obres com ara Persèpolis impressionaren fortament els editors tradicionals, que anirien a la recerca d'ocupar l'espai del còmic independent amb productes poc sincers.
Després de la marxa de David B. a la primavera del 2005, Lewis Trondheim va decidir a la tardor del 2006 deixar l'Association, seguit poc després per Stanislas.

## Dades
L'Association,

16, rue de la Pierre-Levée

75011 Paris